# 귀엽거나 미치거나
《귀엽거나 미치거나》는 2005년 2월 28일부터 2005년 6월 27일까지 방송된 SBS의 주간 시트콤이다.

## 트리비아
한편 본 작품은 박경림의 외모를 소재로 사용한 점, 학력을 소재로 했던 것 등의 물의를 일으켜 많은 비난을 받았다.
2005년 기준으로 당시 실제 미성년자였던 박신혜와 류승수 러브라인으로 원조교제 문제로 수면위로 올랐고 소유진의 다리를 성희롱 등의 물의를 일으켜 많은 비난을 받았고 김상혁의 음주운전으로 박준석으로 교체됐다 초반에 활약한 이민혁이 연기력 논란으로 중도하차하는 일이 생겼다.

## 개요
전작인 《혼자가 아니야》가 1년을 약간 못 채운채 시청률 부진으로 조기 종영되는 결과를 맞이하자, 《순풍 산부인과》, 《웬만해선 그들을 막을 수 없다》, 《똑바로 살아라》의 연출을 맡아 많은 인기를 얻은 김병욱 PD가 오랜만에 맡은 시트콤 복귀작과 박경림의 유학 후 첫 작품이라는 점에서 많은 기대를 모았다.
당초 1년간 50부작으로 방송할 예정이었으나 전작과 마찬가지로 시청률 부진의 이유로 조기 종영되었으며, 방영된 4개월간 평균 시청률은 10%대를 기록하였다. 이러한 소식에 많은 시청자들은 반대 서명까지 벌이면서 반대에 나섰고, 연출을 담당한 김병욱 PD도 아쉬움을 나타났지만, 제작비 대비 시청률 부진이라는 이유로 결국 2005년 6월 27일에 종영되었다. 이 작품이 방송된 이후 SBS는 시트콤을 2년 동안 폐지시켰다.
한편, 《귀엽거나 미치거나》 자리에는 토요일 오후 7시에 방송되던 《솔로몬의 선택》이 2005년 7월 4일부터 이동 편성됐다.

## 등장 인물

### 주요 인물
- 박경림 : 박경림(27세) 역

미술관 큐레이터. 1979년 12월 10일 경상남도 창원 출생이며 본관은 밀양 박씨. 명문대를 졸업 후 미국(펜실베이니아 주 필라델피아) 유학까지 마치고 돌아왔다. 원색적인 달변가이며 직업적으로 자신의 분야에 자신감이 넘치고 쿨한 이미지를 잘 가꿔 나간다. 하지만 집에서는 다른 모습을 보이며 오빠 승수에게 화낼 때는 헐크처럼 변한다.
- 소유진 : 소유진(27세) 역

프리터. 1979년 12월 24일 경상남도 진주 출생. 본관은 진주 소씨. 고등학교를 졸업하고 서울(송파구 송파동)로 올라와 경림의 집에 빌붙어 산다. 외모를 빼면 학력이나 가정환경과 직업 모두 별 볼일이 없고, 게으르고 단순하고 낙천적인 성격이지만, 때로는 남들에게는 아주 사소한 일이나 감정폭이 커서 남들보다 쉽게 조울에 빠진다.
- 류승수 : 박승수(31세) 역

영어학원 강사. 1975년 9월 9일 경상남도 창원 출생으로 본관은 밀양 박씨. 경림의 오빠. 신혼 여행 중 신부가 호텔 옆방 남자에게 반해 파경을 맞이한 그런 아픈 기억이 있다. 장난끼와 정이 많고 오지랖이 넓어 남의 일에 간섭하기를 좋아한다.
- 이민혁 : 김민혁(27세) 역 (중도 하차 후 복귀)

재벌 2세. 1979년 3월 29일 서울 출생. 본관은 수안 김씨. (맘보제과 후신) 브레드제과 김성원 회장의 셋째 아들로, 김성원 회장의 상배한 전처(김성원 첫 부인 청주 한씨 故 한정옥)의 막내 소생이며, 두 명의 친형들과는 달리 자유롭고 다소 시니컬한 성격이며 말수가 적으나 은근히 장난끼가 많고 드라마 대사투로 말을 짧게 잘 친다. 하지만 말만 멋지고 그에 비해 행동이 못 따라가줘 주변을 깨게 만드는 경우가 종종 있다.
- 김상혁 → 박준석 : 김상혁 → 김준석(25세) 역[6]

재벌 2세. 1981년 12월 31일 서울 출생. 본관은 수안 김씨. (맘보제과 후신) 브레드제과 김성원 회장의 쌍둥이 막내 아들로, 민혁의 배다른 두 이복 동생이다(김상혁의 쌍둥이 남동생 김준석). 인도(델리)에서 유학 생활하다가 예쁜 여자와 선을 보라는 말에 집으로 돌아온다. 인도 유학 관련 이성 교제 문제 등으로 인하여 어머니 김 관장과는 서로 사이가 나쁘지만 아버지 김 회장 앞에서는 서로가 좋은 척을 한다.
- 김수미 : 김수미(60세) / 양천옥(김수미의 친엄마) 역 (1인 2역)

미술관 관장. 1946년 11월 19일 미군정 조선국 시대 말기 경기도 평택 출생. 본관은 김해 김씨. (맘보제과 후신) 브레드제과(옛 맘보제과) 김성원 회장이 첫 아내(김민혁 친엄마 故 한정옥)를 상배한 후 재혼을 한 두번째 부인이며, 대학 사회교육원 등을 다양하게 수료했으나 실제 학력은 중졸(고등학교 중퇴)이다. 위선의 여왕이며 교양 콤플렉스가 심하다.
양천옥(김수미 관장 친엄마) 역. 경기도 양평 출생으로 본관은 청주 양씨. 김수미 관장의 친엄마이자 김효식 여사의 계모(새어머님)로 경기도 양평 지역에서 말 농장을 하면서 자주 딸 집에 올라온다.
- 박신혜 : 박신혜(18세) 역

고등학교 2년생. 1988년 11월 24일 서울 출생. 본관은 강릉 박씨. 어디서든 눈치도 안 보고 얘기하는 당돌하고 발랄한 성격이다. 춤과 노래나 인터넷, 문자메시지 등을 즐기며 뭐든 깊이 생각하지 않는 전형적인 요즘 아이이다.
- 김성원 : 김성원(66세) 역

브레드제과 회장. 민혁의 아버지. 1940년 3월 2일 일제 강점기 조선국 시대 말기 경기도 용인 출생. 본관은 수안 김씨. 제법 자수성가를 하여 회사(1975년 당시 맘보제과)를 재벌그룹(1988년 당시 브레드제과)으로 키워 입지전적으로 보이나 실은 그 이면에 밀수 등 추한 과거가 있다. 고지식하고 가부장적인 사고방식을 가지고 있으며, 첫 부인을 상배 후 재혼을 한 두번째 부인인 수미와 콩 볶듯 투닥거리며 싸우는 일이 많다.

### 주변 인물
- 박다안 : 조민희 역

미술관 큐레이터. 1981년 12월 1일 서울 출생. 본관은 풍양 조씨. 좋은 대학을 나와 유능한 큐레이터로 활동하고 있으며, 부모의 권유로 준석과 선을 봤지만 결국 재벌집과 인연 맺기를 차라리 거부함.
- 제니퍼 클라이드 : 제니 테이텀(Jenny Tayterm) 역

영어학원 강사. 1975년 3월 23일 미국 캘리포니아 주 새크라멘토 출생. 승수와 결혼하고 신혼 여행중 첫사랑 로버트를 만나고 키스하다가 승수에게 들키자 승수에게 헤어지자고 하고 떠남.
- 김태명 : 나태명(나 비서) 역

김 회장(김성원 브레드제과 회장) 수행비서. 1968년 9월 16일 경기도 오산 출생. 본관은 금성 나씨.

### 그 외
- 박용식 : 박용식 역

승수와 경림의 아버지 - 1946년 12월 6일 미군정 조선국 시대 말기 경상남도 창원 출생. - 본관은 밀양 박씨
- 전양자 : 전양자 역

승수와 경림의 어머니 - 1945년 4월 25일 일제 강점기 조선국 시대 말기 강원도 정선 출생 - 본관은 정선 전씨 ... 《똑바로 살아라》에 출연했었다.
- 신구 : 박구 역

승수와 경림의 할아버지 - 1927년 12월 8일 일제 강점기 조선국 시대 경상남도 창원 출생 - 본관은 밀양 박씨 ... 《웬만해선 그들을 막을 수 없다》에 출연했었다.
- 박예숙 : 박예숙 역

승수와 경림의 할머니 - 1927년 11월 11일 일제 강점기 조선국 시대 말기 경상북도 울진 출생. - 본관은 영해 박씨
- 로버트 할리 : 로버트 재커리(Robert Zachary) 역

제니의 첫사랑. 1964년 5월 13일 미국 유타 주 솔트 레이크 시티 출생.
- 김상혁 : 노점상 역

천막 좌판 장수 노씨. 1978년 12월 3일 경상북도 안동 출생. 본관은 안동 노씨. 소유진이 근무하는 매표소 앞에서 장사를 했지만 손님이 없자 결국 떠남.
- 김장훈 : 김태양 역

퀵 서비스 배달원. 1969년 3월 16일 강원도 속초 출생. 관향은 평양 김씨.
- 리마리오 : 이마봉 역

김수미의 이질 조카(김수미의 친정 배다른 이복 언니(김효식) 부부의 아들). 1973년 5월 12일 충청북도 청주 출생. 본관은 청주 이씨. 이재호(아버지)와 김효식(어머니)의 외동아들.
- 김형범 : 김형철 역

락클럽 주인. 1974년 4월 12일 경기도 수원 출생. 관향은 해주 김씨.
- 김광인 : 이내규(이 선생) 역

신혜의 담임 교사. 국어 과목 담당. 1965년 4월 6일 충청북도 충주 출생. 본관은 수안 이씨.
- 곽정욱 : 곽정욱 역

신혜를 좋아하여 승수에게 신혜를 포기하라고 말하고 신혜에게 먼저 입을 맞춤. 1988년 12월 21일 경기도 김포 출생. 관향은 현풍 곽씨.
- 박수홍 : 우훈희 역

경림의 소개팅남. 1971년 10월 8일 충청북도 제천 출생. 관향은 단양 우씨.
- 김한석 : 김한석 역

박승수의 친구. 김종석의 쌍둥이 형. 1975년 7월 20일 충청북도 진천 읍내(읍내리 중농 집안)에서 김한종(아버지)과 나주 최씨 부인 최묘래(어머니)의 슬하 2남 중 장남(첫째아들)으로 출생하여 국민학교 졸업하자마자 1988년 2월 26일 경기도 평택(팽성 읍내 석봉리)으로 이주 후 팽성 읍내 소재 신라 쌀가겟집 주인의 맏아들로 자람. 본관은 나주 김씨. 1996년 2월, 전문대학(공업디자인학과)을 나온 후 1997년 8월부터 2000년 8월까지 공군 사병 복무하였고 서울 서초구(서초동 변두리 마을)에서 자취 생활을 하고 있으며 절친한 동갑내기 친구 박승수보다는 생일이 두 달 빠름.
- 김종석 : 김종석 역

박승수의 친구. 김한석의 쌍둥이 남동생. 1975년 7월 20일 충청북도 진천 읍내(읍내리 중농 집안)에서 김한종(아버지)과 나주 최씨 부인 최묘래(어머니)의 슬하 2남 중 차남(막내아들)으로 출생하여 국민학교 졸업하자마자 1988년 2월 26일 경기도 평택(팽성 읍내 석봉리)으로 이주 후 팽성 읍내 소재 신라 쌀가겟집 주인의 막내아들로 자람. 본관은 나주 김씨. 1997년 2월, 전문대학(산업미술학과)을 나온 후 1997년 8월부터 2000년 8월까지 공군 사병 복무하였고 서울 서초구(서초동 변두리 마을)에서 자취 생활을 하고 있으며 절친한 동갑내기 친구 박승수보다는 생일이 두 달 빠름.
- 이기찬 : 이기찬 역

유진과 경상남도 진주 진양중학교 동창. 1978년 12월 19일 경상남도 하동 하동읍 읍내리 부농 부잣집 자제로 출생. 미국 뉴욕 컨설팅회사 이사. 본관은 전의 이씨. 브레드제과 뉴욕지사 설립 컨설팅. 유진은 기찬에게는 김 회장을 이모부라 속임.
- 리키 김 : 리키 프랭클린(Ricky Franklin) 역

이기찬과 일행. 타이완(중화민국)계 미국인 출신. 1981년 4월 6일 미국 일리노이 주 시카고 출생.
- 허인영 : 함양댁 허인영 역

1978년 7월 31일 경상남도 함양 출생인 함양댁. 본관은 하양 허씨.

## 이모저모
- 수안 김씨 후손 김성원 브레드제과(참고로 브레드제과의 전신은 구(옛) 맘보제과) 회장의 아들로 태어난 아이들은 상배 전처 및 초배 부인(청주 한씨 문중) 故 한정옥 소생 삼형제와 재혼 계배 부인(김해 김씨 문중) 김수미 소생 쌍둥이 형제를 포함한 5형제(슬하 5남)로, 김기주(장남), 김재민(차남), 김민혁(3남), 김상혁(4남), 김준석(5남)이다. 첫째 기주는 《파리의 연인》의 한기주를 오마주하였다. 이는 드라마상 김성원이 한기주의 아버지로 나왔으며, 이 드라마의 일부 특정 내용이 교묘하게 삽입되었다. 또한 둘째 재민은 《발리에서 생긴 일》의 정재민을 오마주하였다. 이것 또한 김수미가 정재민의 어머니로 나왔으며, 이 드라마 역시 일부 특정 내용이 교묘하게 삽입되었다.[7]

## 캐스팅 비화
- 김성원 브레드제과 회장 부부네 5형제 중 셋째 아들로 나왔던 이민혁(김민혁 역)이 연기력 논란으로 중도 하차를 하였다.[8] 이민혁이 빠지고 대신 배다른 동생 역으로 김상혁이 들어왔으나, 뺑소니 혐의로 불구속 입건되어 문제가 발생하였다. 하지만 여건상 어쩔 수 없이 이미 녹화된 부분이 2005년 4월 11일에 방영되었고, 시청자 게시판에 이에 대한 항의하는 글이 빗발치게 이어졌다.[8] 그러나 제작진으로서는 당장 13일 녹화를 앞두고 김상혁 출연분을 모두 삭제하고 대본을 다시 써야 할 판이며, 여론이 계속해서 좋지 않을 경우에는 연기자의 교체도 고려해야 하는 상황이었다.[8] 김상혁은 처음으로 등장한 이후 점차 출연 비중이 높아질 예정이었으나, 결국 제작진은 12일 대책 회의를 열고 김상혁의 긴급 하차와 박준석의 대타 투입을 결정했다.[9] 이후 이러한 '극약 처방' 후에도 별다른 변화가 없자 이민혁은 원래의 자리로 다시 돌아왔지만, 이런 노력에도 불구하고 결국은 당초 예정보다 일찍 종영했다.[10]

## 결방
- 2005년 5월 16일 - 가정의 달 특집 《우리 아이가 달라졌어요》 편성